# Halichoeres ornatissimus
Halichoeres ornatissimus (Garrett, 1863) è un pesce osseo marino appartenente alla famiglia Labridae.

## Distribuzione e habitat
Proviene dalle Hawaii; prima si riteneva che il suo areale fosse molto più ampio, estendendosi fino alla Grande barriera corallina e a nord fino al Giappone, ma dal 2009 le popolazioni dell'ovest dell'oceano Pacifico sono state identificate come Halichoeres claudia. Vive nelle barriere coralline, talvolta si trova in zone miste con fondali sabbiosi. Difficilmente si spinge oltre i 15 m di profondità.

## Descrizione
Il corpo è compresso sui lati, allungato, e raggiunge una lunghezza massima di 18 cm. La pinna caudale non è biforcuta. Sulla pinna dorsale negli esemplari femminili sono presenti due macchie nere, una sola nei maschi; un'area dello stesso colore si trova subito dietro l'occhio. I giovani, facilmente confondibili con i giovani di Halichoeres biocellatus, presentano due ampi ocelli neri e un corpo a strisce verdi e rosse. Negli adulti la colorazione è composta da macchie rosse-rosate su sfondo verde intenso, disposte abbastanza irregolarmente, che diventano striature sulla testa.

## Alimentazione
Ha una dieta molto varia, prevalentemente carnivora, che comprende sia fitoplancton e piante sia invertebrati marini come crostacei anfipodi e copepodi, echinodermi (ricci di mare e soprattutto ofiure), vermi policheti e spesso anche molluschi.

## Conservazione
Raramente catturato per essere allevato in acquario, non sembra essere minacciato da particolari pericoli. Viene classificato come "a rischio minimo" (LC) dalla lista rossa IUCN.